# Gewässerbelastung

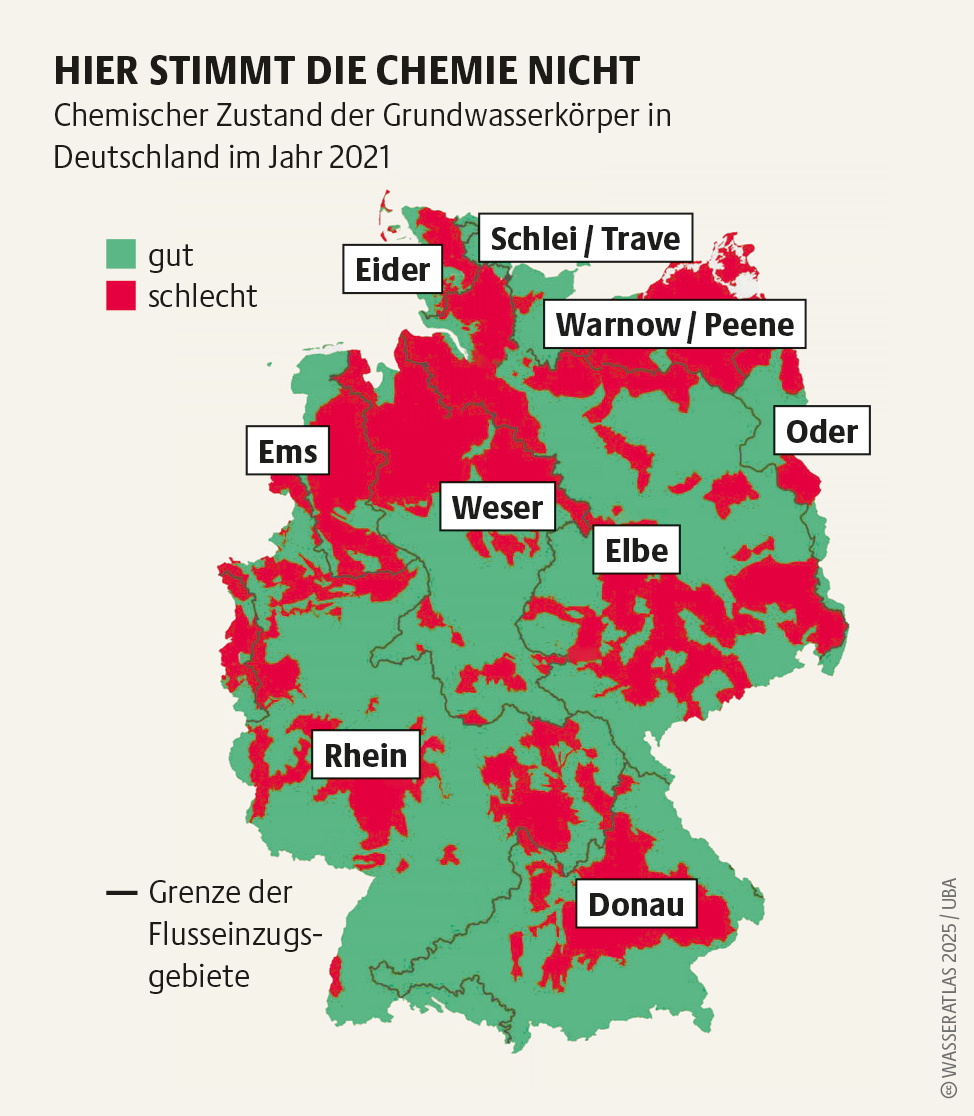
Chemischer Zustand der Grundwasserkörper in Deutschland im Jahr 2021

Als Gewässerbelastung bezeichnet man die Einbringung von chemischen, biologischen, physikalischen oder sonstigen Gefahrstoffen in stehende oder fließende Gewässer.

## Faktoren
Die wesentlichen Faktoren für eine solche Beeinflussung sind unter anderem:
- Kraftwerke und die produzierende Industrie, die Kühlwasser benötigen und damit die Wassertemperatur erhöhen.
- Klärwerke, die geklärtes Abwasser einleiten.
- Land- und Viehwirtschaft durch Einsatz chemischer Dünger oder Dung.
- Salze, die aus Industrie, Bergbau und Landwirtschaft stammen können.
- Industrieabwässer mit schwer oder nicht abbaubaren organischen Verbindungen oder Schwermetallverbindungen, die Probleme bei der Trinkwasseraufbereitung verursachen oder in die Nahrungskette gelangen können.

## Indikatoren
Zur Bestimmung der Belastung eines Gewässers kann man chemische, biologische und physikalische Indikatoren verwenden.
Chemische und biologische:
- Biochemischer Sauerstoffbedarf (BSB)
- Chemischer Sauerstoffbedarf (CSB)
- Gesamter organischer Kohlenstoff (TOC)
- pH-Wert
- Saprobiensystem